# Орлов, Иван Алексеевич (генерал, 1902)
Иван Алексеевич Орлов (10 ноября 1902, Витебск — 2 сентября 1980) — советский военный деятель. Генерал-лейтенант (1944).

## Биография
Родился 28 октября (10 ноября) 1902 года в городе Витебск.
В Красной Армии с августа 1922 года. Член ВКП(б) с 1926 года.
С августа 1922 года - красноармеец, затем - помощник политрука и политрук батареи.
В 1929 году окончил Артиллерийские курсы. С 1929 по 1932 год - помощник командира и командир батареи.
В 1936 году окончил военно-воздушный факультет Военно-политической академии имени В.И. Ленина. С 1936 года - помощник командира авиаэскадрильи по политчасти, с ноября 1937 года - начальник политотдела 8-й школы военных пилотов Киевского военного округа, с сентября 1938 года - начальник политотдела Военно-политической академии имени В.И. Ленина, с октября 1939 года - начальник отдела мобилизационной подготовки Политуправления РККА, с августа 1940 года - начальник Высших курсов усовершенствования политсостава.
В Великой Отечественной войне с 29 июня по 1 декабря 1941 года - военком 6-го истребительного авиационного корпуса ПВО.
С декабря 1941 по июнь 1943 года - член Военного совета Войск ПВО страны.
С 26 июня 1943 по 20 апреля 1944 года - член Военного совета Западного фронта ПВО, с 21 апреля по 23 декабря 1944 года - член Военного совета Северного фронта ПВО, с 24 декабря 1944 по 3 января 1945 года - член Военного совета Западного фронта ПВО, с 3 января по 19 апреля 1945 года - член Военного совета Центрального фронта ПВО. Участник обороны Москвы, Сталинграда, Ленинграда.
С апреля 1945 года — начальник политотдела Забайкальской армии ПВО.
После окончания войны — член Военного совета Центрального округа ПВО.
В 1948 году окончил Высшую военную академию имени К.Е. Ворошилова. С августа 1948 года — заместитель начальника химических войск Сухопутных войск по политической части.
С 16 июня 1953 года - в запасе.
Умер 2 сентября 1980 года в Москве. Похоронен на Кунцевском кладбище Москвы.
Воинские звания
Бригадный комиссар (04.11.1939);
Генерал-майор (06.12.1942);
Генерал-лейтенант (18.11.1944).